# 엔딩노트
엔딩노트(일본어: エンディングノート 엔딘구노토[*], 영어: Ending Note)는 노인이 인생 말기에 맞는 죽음에 대비해 자신의 희망을 적어 두는 노트이다.